# کلستریل استر

کلسترول اولئات، عضوی از خانوادهٔ کلستریل استرها

کلستریل استر (انگلیسی: Cholesteryl ester) نوعی لیپید غذایی و یک استر کلسترول است. پیوند استری میان عامل کربوکسیلات از اسید چرب و عامل هیدروکسیل در کلسترول پدید می‌آید. کلستریل استرها به سبب خاصیت آب‌گریزی، حلالیت کمتری در آب دارند. استرها از طریق جایگزینی دست‌کم یک عامل هیدروکسیل با یک عامل آلکوکسی (او-آلکیل) تشکیل می‌شوند و در اثر عملکرد آنزیم‌های لوزالمعده‌ای «کلسترول استراز»، تبپیل به کلسترول و اسیدهای چرب آزاد می‌گردند. کلستریل استر با بروز تصلب شرایین در ارتباطند.